# Eurycotis mexicana
Eurycotis mexicana är en kackerlacksart som först beskrevs av Henri Saussure 1862.  Eurycotis mexicana ingår i släktet Eurycotis och familjen storkackerlackor. Inga underarter finns listade i Catalogue of Life.